# Eucereon quadricolor
Eucereon quadricolor är en fjärilsart som beskrevs av Walker 1855. Eucereon quadricolor ingår i släktet Eucereon och familjen björnspinnare. Inga underarter finns listade i Catalogue of Life.